# Monte Legnone
Le Monte Legnone est un sommet des Alpes italiennes, culminant à 2 610 m, situé dans les Alpes bergamasques et en particulier dans le prolongement occidental du chaînon des Alpes Orobie, en Italie (Lombardie).